# Zla smrt
Zla smrt (eng. The Evil Dead), američki horor film iz 1981. godine scenarista i redatelja Sama Raimija, a u glvanim ulogama su Bruce Campbell, Ellen Sandweiss i Betsy Baker. Radnja filma prati pet studenata koji odluče provesti nekoliko dana u napuštenoj drvenoj kolibi u šumama Tennesseeja. No, njih odmor pretvara se u noćnu moru kada otkriju audio snimku čijim preslušavanjem oslobode drevne sile zla.
Film je bio vrlo kontroverzan zbog nasilja i brutalnosti, te je na početku bio odbijen od većine američkih distributera. Naposljetku, distribuciju preuzima europski distributer. Premijera filma bila je 15. listopada 1981. godine. Postigao je značajan uspjeh na box-officeu, utrživši $2,400,000. Kritike su bile podjeljene. Danas je općeprihvaćen od strane kritike i obožavatelja kao klasik horror žanra te ima kultni status.

## Radnja
Petero studenata uputi se u Tennessee gdje namjeravaju provesti vikend u izolranoj drvenoj kolibi smještenoj duboko u šumi. Tamo pronalaze Naturon Demonto (u filmu babilonski tekst, nema veze s egipatskim tekstom) Knjigu Mrtvih kasnije nazvanu Necronomicon. Uz Knjigu Mrtvih, pronalaze i audio snimku s prijevodima raznih odlomaka iz Knjige. Preslušavši snimku probude drevne sile zla i demone koji su željni osvete. Protagonisti bivaju opsjedani od strane demona jedan za drugim, počevši s Cheryl koju brutalno siluju stabla, te umiru strašno nasilnom i krvavom smrću.
Veći dio filma radnja prati posljednjeg preživjelog Asha Williamsa, kojega demoni muče i proganjaju kojima on bezuspješno pokušava pobjeći. Na kraju filma, nakon što Ash uspijeva uništiti Necronomicon, njegovi opsjednuti prijatelji se raspadnu na vrlo krvav i strašan način. Ash izlazi iz kolibe u ranu zoru i vidimo zlog duha kako se zalijeće u njega. U tom trenutku, kreće odjavna špica filma.

## Cenzura
Zbog izraženih grafičkih prikaza, originalna verzija filma zabranjena je u nekoliko zemalja, uključujući Finsku, Island, Irsku i Njemačku. Najviše kontroverze izazvala je scena u kojoj opsjednuta stabla odvlače Cheryl kroz šumu, a zatim je siluju i brutalno ubiju. U Njemačkoj, državne vlasti su odgađale premijeru filma gotovo 10 godina. No, originalna verzija iz 1982. godine, te video izdanja filma vrlo brzo su rasprodana. U zemljama u kojima je film službeno zabranjen postigao je ogroman uspjeh na crnom tržištu. Nekoliko poznatih obožavatelja, među kojima i Stephen King, kritizirali su Njemačku zbog zabrane prikazivanja. Vrlo cenzurirana verzija filma legalno se pojavila 1992. godine, ali prvo legalno necenzurirano izdanje na tržištu se u Njemačkoj pojavilo tek 2001. godine. U Finskoj, Future Film izdaje necenzurirano DVD izdanje. U Ujedinjenom Kraljevstvu, film je jedan od prvih označen oznakom video nasty, a necenzurirano izdanje pojavilo se tek 2001. godine.

## Evil Dead: Mjuzikl
S dopuštenjem Sama Raimija i Brucea Campbella, postavljena je mjuzikl verzija filma s uspješnom radionicom u Torontu i predstavama na Just for Laughs festivalu u Montrealu 2004. godine. Pretpremijere u New Yorku prikazuju se od 2. listopada, a veliko otvorenje bilo je 1. studenog 2006. Predstava se prikazivala do 17. veljače, 2007. Ponovno postavljanje predstave Evil Dead: Mjuzikl počelo je 1. svibnja, 2007. s produžavanjem prikazavanja sa 6. lipnja do 4. kolovoza 2007. godine.

## Vanjske poveznice
- Zla smrt u internetskoj bazi filmova IMDb-a
- Evil Dead Interactive
- Deadites Online